# 미나모토노 쓰네미쓰
미나모토노 쓰네미쓰(源経光, 생년 미상 ~ 1146년)는 헤이안 시대 후기의 무사이다. 시모쓰케노카미 유키쿠니의 차남이며 미나모토노 요리미쓰의 고손이다.